# Université Otto-Friedrich de Bamberg
L'université Otto-Friedrich de Bamberg (en allemand : Otto-Friedrich-Universität Bamberg) est une université allemande située à Bamberg dans le Land de Bavière, fondée en 1647, sous le nom d'Academia Bambergenseis.
C'est aujourd'hui une université de petite taille, qui compte 13 277 étudiants, en lettres, sciences sociales et études commerciales. Les locaux de l'université sont situés pour partie dans le centre-ville historique, pour partie à l'Est de Bamberg.

## Élèves de l'université
- Friedrich Brenner (1784-1848), théologien catholique.